# بخش گپ
بخش گپ (به فرانسوی: Arrondissement de Gap) یک بخش در فرانسه است که در اوت-آلپ واقع شده‌است.